# Cordofão Ocidental
Cordofão Ocidental (em árabe: Gharb Kurdufan) é um dos 18 estados do Sudão. Em 2006 tinha uma área de 111.373 km² e uma população estimada de aproximadamente 1.320.405 habitantes. A capital do estado é Al-Fulah.
Em 16 de agosto de 2005, o estado do Cordofão Ocidental foi abolido e seu território dividido entre os Estados do Cordofão do Norte e do Sul, em implementação do Protocolo entre o Governo do Sudão e o Movimento Popular de Libertação do Sudão sobre a resolução de conflitos no sul do Cordofão/Montes Nuba e no estado do Nilo Azul assinado em Naivasha, Quênia, em 26 de maio de 2004. O protocolo faz parte do Acordo de Paz Abrangente entre o governo do Sudão e o Movimento Popular de Libertação do Sudão. Al-Fulah atualmente tem o status de segunda capital do estado de Cordofão do Sul, e as sessões do Conselho Legislativo do estado são alternadas entre Al-Fulah e Kaduqli. O estado foi restabelecido em julho de 2013.

## Distritos
O estado do Cordofão Ocidental possui cinco distritos:
1. En Nuhud
2. Ghebeish
3. As Salam
4. Lagawa
5. Abyei

|  |

Após a extinção do estado em 16 de agosto de 2005, os 5 distritos que compõe o estado do Cordofão Ocidental foram incorporados nos seguintes estados:
- Cordofão do Norte: distritos de En Nuhud (1) e Ghebeish (2)
- Cordofão do Sul: distritos de As Salam (3), Lagawa (4) e Abyei (5)